# Олигодендроцит
Олигодендроцитите (на старогръцки: клетки с няколко клона) са вид мозъчни клетки, разновидност на невроглията. Тяхната основна функция е изолацията на аксоните (дългите израстъци на нервните клетки) в централната нервна система (главния и гръбначния мозък) на някои гръбначни животни. Същата функция се изпълнява от швановите клетки в периферната нервна система. Един олигодендроцит може да разпростре своите израстъци върху до 50 аксона, като образува обвивка приблизително 1 μm от миелинова обвивка около всеки аксон. Швановите клетки от друга страна може да обгръщат само по един аксон.

## Развитие
Олигодендроцитите възникват по време на развитието от дендроцитния предшественик – клетки, които могат да бъдат идентифицирани по експресията на няколко антигена, включително ганглиозид GD3, NG2 хондроитин сулфат протеогликан, и алфа субединицата на рецептора за тромбоцитния растежен фактор PDGF-alphaR. В преден мозък на плъх по-голямата част от олигодендроцитните прогенитори възникват по време на края на ембриогенезата и в началото на постнаталното развитие от клетки на субвентрикуларните зони на латералните вентрикули. После клетките мигрират далеч от зародишните зони, за да се поселят в развиващите се бяло и сиво мозъчно вещество, където се диференцират и узряват в миелин-формиращи олигодендроцити. Въпреки това не е ясно дали всички олигодендроцитни прогенитори следват тази поредица от събития. Предполага се, че някои претърпяват апоптоза, а други не могат да се диференцират в зрели олигодендроцити, но остават като възрастни олигодендроцитни прогенитори.

## Функции
Като част от нервната система олигодендроцитите са тясно свързани с нервните клетки и, подобно на всички други глиални клетки, олигодендроцитите имат поддържаща роля за невроните. Нервната система на бозайниците зависи в решаваща степен от миелиновата обвивка, която намалява загубите на йони и служи като диелектричен изолатор на клетъчната мембрана. Миелинът също увеличава скоростта на нервния импулс.